# Soledade (São Tomé)
Soledade é uma aldeia de São Tomé e Príncipe, localiza-se no Distrito de Caué, ilha de São Tomé, próxima às localidades de Boa Vista, São João dos Angolares, Granja e de Fraternidade.